# Leptotyphlops humilis
Leptotyphlops humilis este o specie de șerpi din genul Leptotyphlops, familia Leptotyphlopidae, descrisă de Ralph O. Baird și Girard 1853.

## Subspecii
Această specie cuprinde următoarele subspecii:
- L. h. boettgeri
- L. h. cahuilae
- L. h. chihuahuaensis
- L. h. dugesii
- L. h. humilis
- L. h. levitoni
- L. h. lindsayi
- L. h. segregus
- L. h. tenuiculus
- L. h. utahensis